# Engineer-Inseln
Die Engineer-Inseln sind eine Inselgruppe in der Salomonensee und gehören zur Bwanabwana Rural LLG (Local Level Government) Ara im Distrikt Samarai-Murua der Provinz Milne Bay im südöstlichen Teil Papua-Neuguineas.
Die Engineer-Inseln befinden sich am westlichen Rand des Louisiade-Archipels, östlich der Insel Basilaki und südlich von Normanby. Die Inseln bilden eine ungewöhnliche Gruppe, bestehend aus hohen Inseln, niedrige Koralleninseln, Atollen und Unterwasserriffen, die in einem Umkreis von etwa 24 km bis 14 km angeordnet sind. 
John Moresby benannte die Inselgruppe 1873 nach den Maschinisten (englisch engineers) seines Dampfschiffes HMS Basilisk. Die Inseln wurden nach den einzelnen Besatzungsmitgliedern aus dem Maschinenraum benannt: Slade, Skelton, Watts, Butchart, Bright u. a.
Den südwestlichen Teil der Gruppe bilden die drei größten Inseln Tubetube (Slade-Insel), Naruaruari oder Naluwaluwali  (Skelton-Insel) und Kwaraiwa oder Kwalaiwa (Watts-Insel), die jeweils 3 bis 4 km lang  und 0,5 bis 1 km breit sind.
Die riffgesäumten Inseln sind hügelig mit Erhebungen von bis zu 150 m wie auf der Slade-Insel. Die östliche Grenze der Engineer-Gruppe ist geprägt von einem halbmondförmig geformten Riff, auf dem sich die vier niedrigen Inseln Hummock (im Südosten), Haszard (im Norden) und die beiden kleinen Inseln Button und Flat befinden.
Im Zentrum der Inselgruppe formen Inseln und Riffe eine halb geschlossene Lagune. Die Inseln Powell und Pender liegen auf dem größeren, westlichen Riff, während die Messum-Insel sich auf dem kleineren östlichen Riff befindet. 
Die Shortland-Insel und die Byron-Insel bilden den nordwestlichen Teil der Gruppe. Weitere Inseln der Engineer-Gruppe sind die Bright-Insel, die Good-Insel, die Butchart-Insel und die Deedes-Insel. Die Insel Anagusa (Bentley-Insel) liegt südlich, Koyagaugau (Dawson-Insel) nordöstlich der Engineer-Gruppe.
Die Einwohner der Inselgruppe sprechen Bwanabwana.
Zur Volkszählung 2000 gab es vier Dörfer auf vier gleichbenannten Inseln, mit einer Gesamtbevölkerung von 903, von West nach Ost: Tubetube (Slade Island) (184), Naruaruari (Skelton, auch Falschschreibung Skeleton) (282), Kwaraiwa (Watts Island) (359) und Tewatewa (Hummock Island) (78).
Die wichtigsten Inseln im Überblick:
| Insel          | Namensvariante            | Koordinaten                   | Fläche km² | Einwohner 2000 |
| -------------- | ------------------------- | ----------------------------- | ---------- | -------------- |
| Slade Island   | Tubetube                  | 10° 35′ 19″ S, 151° 11′ 56″ O | 2,61       | 184            |
| Butchart       |                           | 10° 34′ 27″ S, 151° 11′ 54″ O | 0,09       | -              |
| Bright Island  |                           | 10° 32′ 1″ S, 151° 12′ 46″ O  | 0,07       | -              |
| Skelton Island | Naruaruari (Naluwaluwali) | 10° 36′ 39″ S, 151° 14′ 28″ O | 3,56       | 282            |
| Good Island    |                           | 10° 32′ 4″ S, 151° 14′ 44″ O  | 0,32       | -              |
| Pender Island  |                           | 10° 33′ 43″ S, 151° 15′ 30″ O | 0,12       | -              |
| Deedes Islet   |                           | 10° 31′ 44″ S, 151° 16′ 10″ O | 0,15       | -              |
| Powell Island  |                           | 10° 34′ 51″ S, 151° 16′ 55″ O | 0,15       | -              |
| Watts Island   | Kwaraiwa                  | 10° 37′ 18″ S, 151° 17′ 24″ O | 2,56       | 359            |
| Messum Islet   | Banabala                  | 10° 36′ 4″ S, 151° 18′ 18″ O  | 0,06       | -              |
| Haszard Island | Tua Tua                   | 10° 35′ 15″ S, 151° 22′ 0″ O  | 0,72       | -              |
| Button Islet   |                           | 10° 37′ 4″ S, 151° 22′ 7″ O   | 0,07       | -              |
| Flat Islet     |                           | 10° 36′ 8″ S, 151° 22′ 8″ O   | 0,03       | -              |
| Hummock Island | Tewatewa                  | 10° 36′ 30″ S, 151° 22′ 34″ O | 0,61       | 78             |

Alternative Flächenangaben existiere für die Inseln Slade (2,40 km²), Skelton (2,84 km²) und Watts (1,88 km²).